# 頭状花序

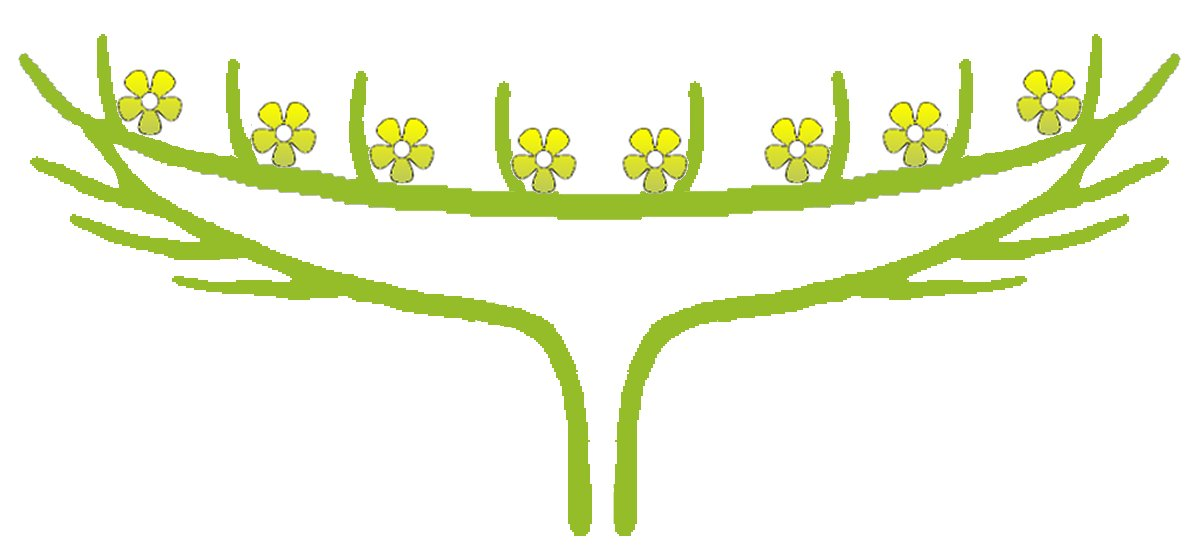
頭状花序の模式図

頭状花序（とうじょうかじょ、英語 head inflorescence、capitulum）というのは、主としてキク科の花に見られる花序である。多数の花が集まって、一つの花の形を作るものである。

## 概論
キク科植物の、例えばタンポポの花を見た時、多数の花びらが円形に並んでいるのがわかる。普通はこれを以て一つの花だと考えがちであるが、実際には個々の花びらと見えるのは、それぞれが一つの花である。分解してよく見れば、それぞれに雄しべや雌しべがあり、小さいながらも花の構造を持っているのが分かる。
したがって、この花に見えるものは、多数の花が集まったものであって、つまり花序であると考えなければならない。普通は枝の先がさらに枝分かれして、それぞれの先端に花が着いたものであろうが、その枝がすべて短く詰まってしまい、多数の花が一つの枝先にまとまってしまったために、このような姿になったと考える訳である。このように、多数の花が枝を介さずにまとまって咲くものを頭状花序という。この形の花序は、キク科のすべてのほかに、マツムシソウ科などにも見られる。なお、完全に頭状花序とは見られなくとも、花などが密集して固まりになるものを頭状と表現する。

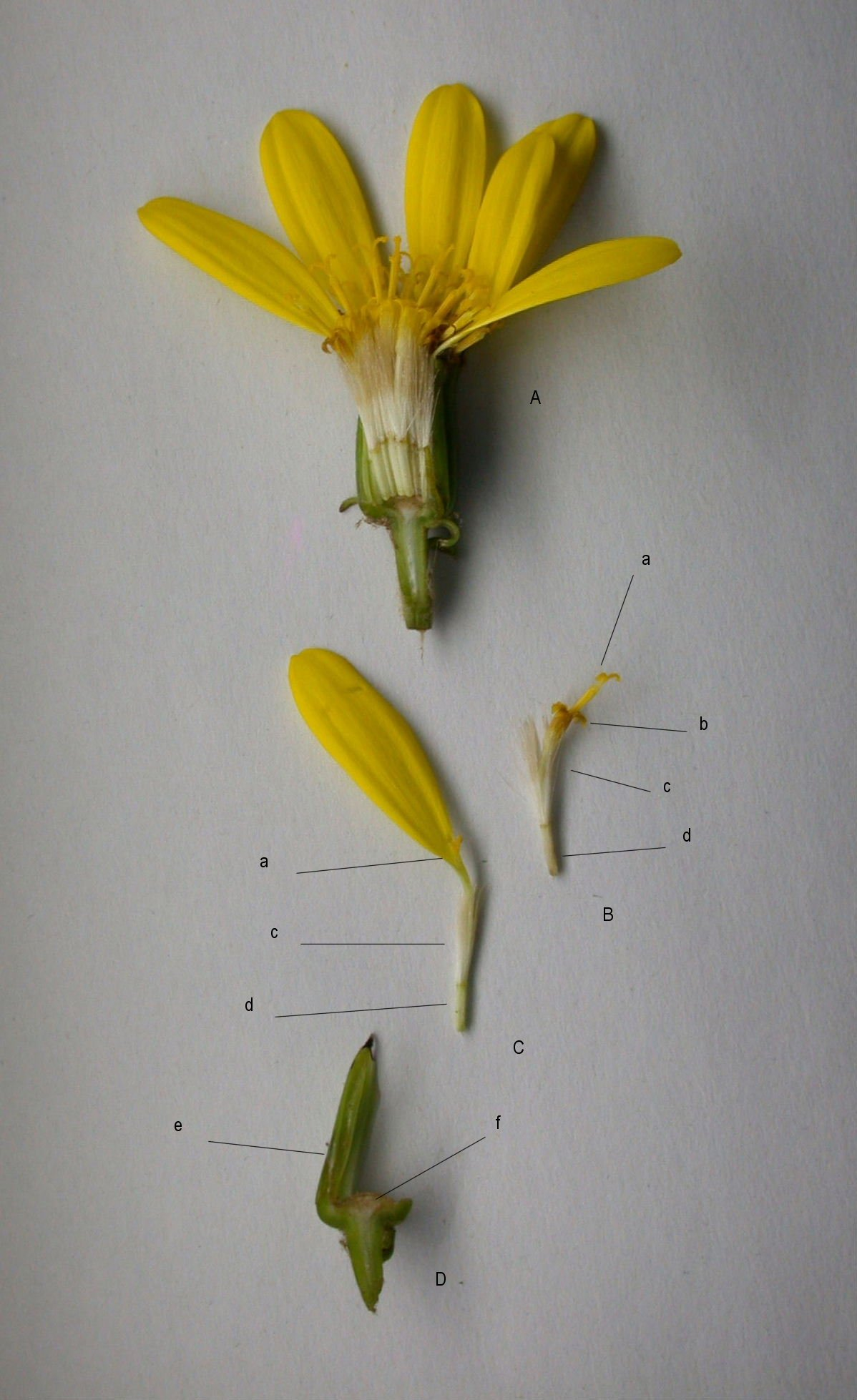
頭状花序の断面（花はツワブキ）
A：断面　B:筒状花　C:舌状花　D:花茎先端
a：柱頭　b：雄しべ　c：冠毛　d：子房　e：総苞　f：花床

## 構造
頭状花序においては、特殊な花序であり、個々の花は縮小されて花序の部品になっているため、各部分に特殊な名称がある。ここではキク科の花について説明する。
個々の花のことを小花（しょうか）と呼び、小花が集まって形成される全体を指して頭花（とうか）、または頭状花（とうじょうか）と呼ぶ。
花茎の先端部は、平らになっていて、その表面に小花が並ぶ。この平らな部分を花床という。花床の上の、小花の間には、鱗片がはえているものもある。花床の周辺には萼のような構造が並んで、内部の小花を囲んでいるが、これを総苞片（そうほうへん）という。
キク科の花では、小花には大きくは二つの形がある。一つは花びらの基部が細い筒となり、先端部が五つに割れて星形になったもので、これを筒状花（つつじょうか）あるいは管状花（かんじょうか）という。もう一つは、花びらの基部がやはり細い筒となるが、その先は一つの方向に向けて、幅広い平坦な広がりを作るもので、これを舌状花（ぜつじょうか）という。

### 筒状花
筒状花は花弁が筒状になったもののことで、ヒマワリやガーベラの中心の部分に集中しているのがそれであり、真ん中に集まっているものが多い。
花の構造としては、まず基部に子房がある。子房の先端から花弁が出るが、その周辺には往々にして毛が並んでいる。これを冠毛（かんもう）と言う。これは萼（がく）に当たるものである。花弁は基部近くは細く、これを狭筒部と言う。先端の方で大きく広がる場合、広筒部と呼ぶ。筒状花は、先端が五つに分かれているものが多いが、たいていの場合、それはごく小さく、集まっているのを見ても、花弁の存在に気が付かないようなものが多い。しかし、その部分がよく発達し、装飾的になっているものもある。ヤグルマギクでは、やぐるま形の小花の周辺の小花は花弁の上半分がラッパ状に大きく広がって目を引くようになっている。また、アザミやコウヤボウキなどでは、先端の分かれた花弁が長く伸びて、目立つようになる。
花弁の中心からは雌しべが抜き出て、その周辺には雄しべ五本が互いにくっついて取り巻いている。

### 舌状花
舌状花は、基部の構造は筒状花と同じで、花弁の先端が片方に大きく伸びて広がっている点が異なる。花弁の基部の筒状の部分を筒部、先端の広がった部分を舌状部と言う。タンポポなどは、頭花が全て舌状花で構成されているが、ヒマワリなどで見られるように、中心部に筒状花が密集し、周辺に舌状花が並んで飾りとなっているものが多い。舌状花が装飾になっているものでは、舌状花は雌花となっているものが多い。

## ギャラリー
全てキク科。

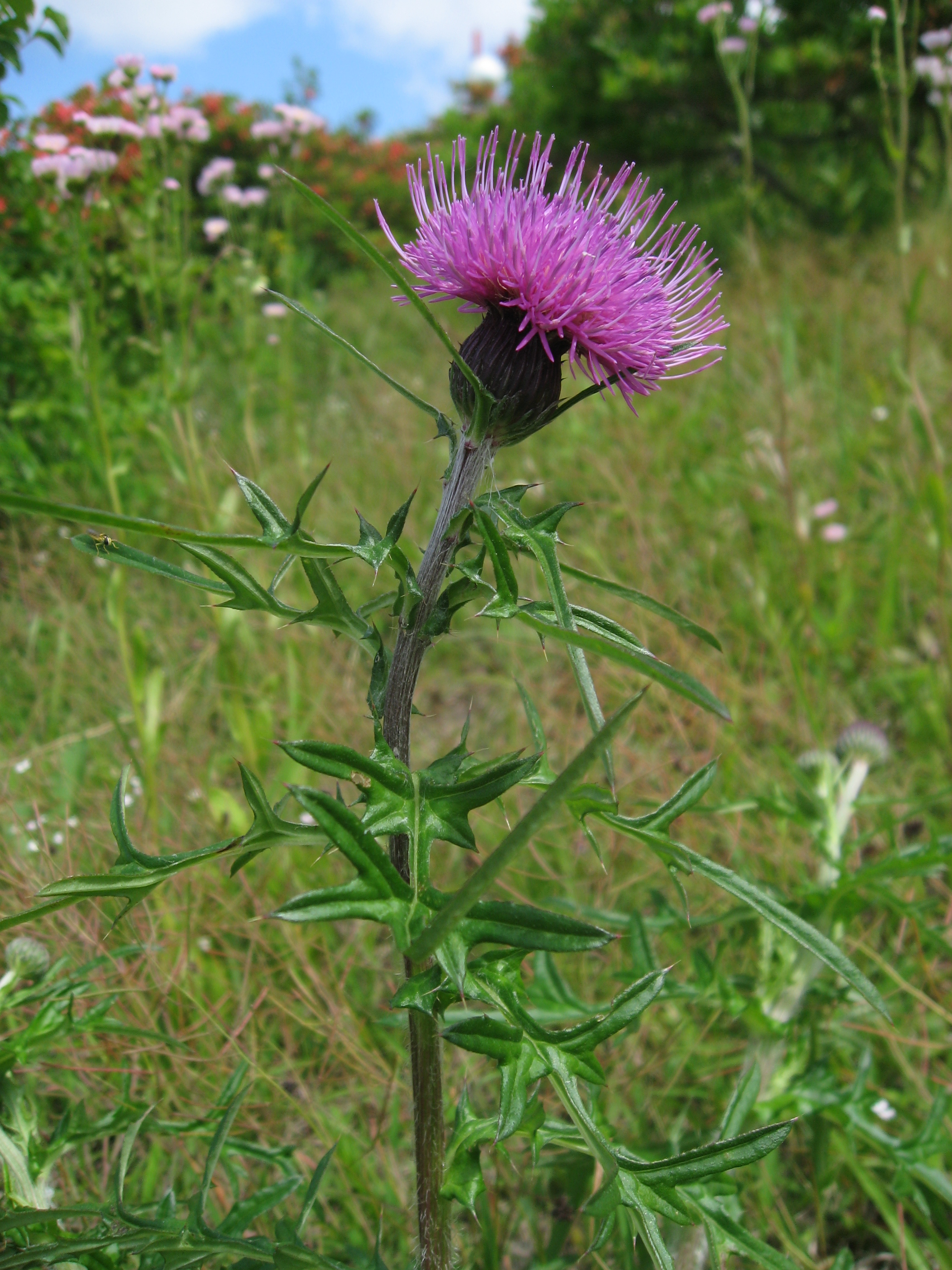
筒状花だけで構成された花序（ノアザミ）
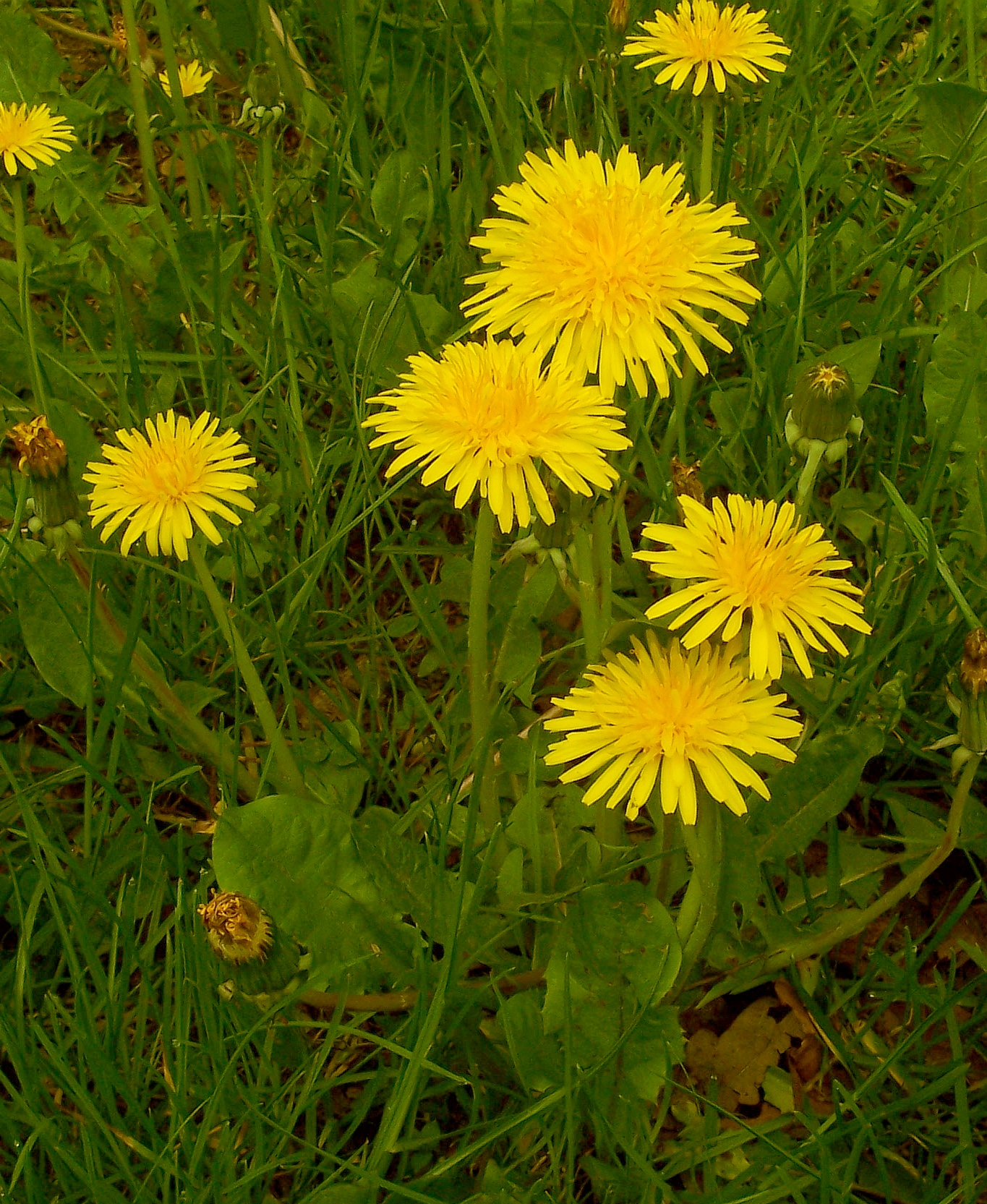
舌状花だけで構成された花序（セイヨウタンポポ）
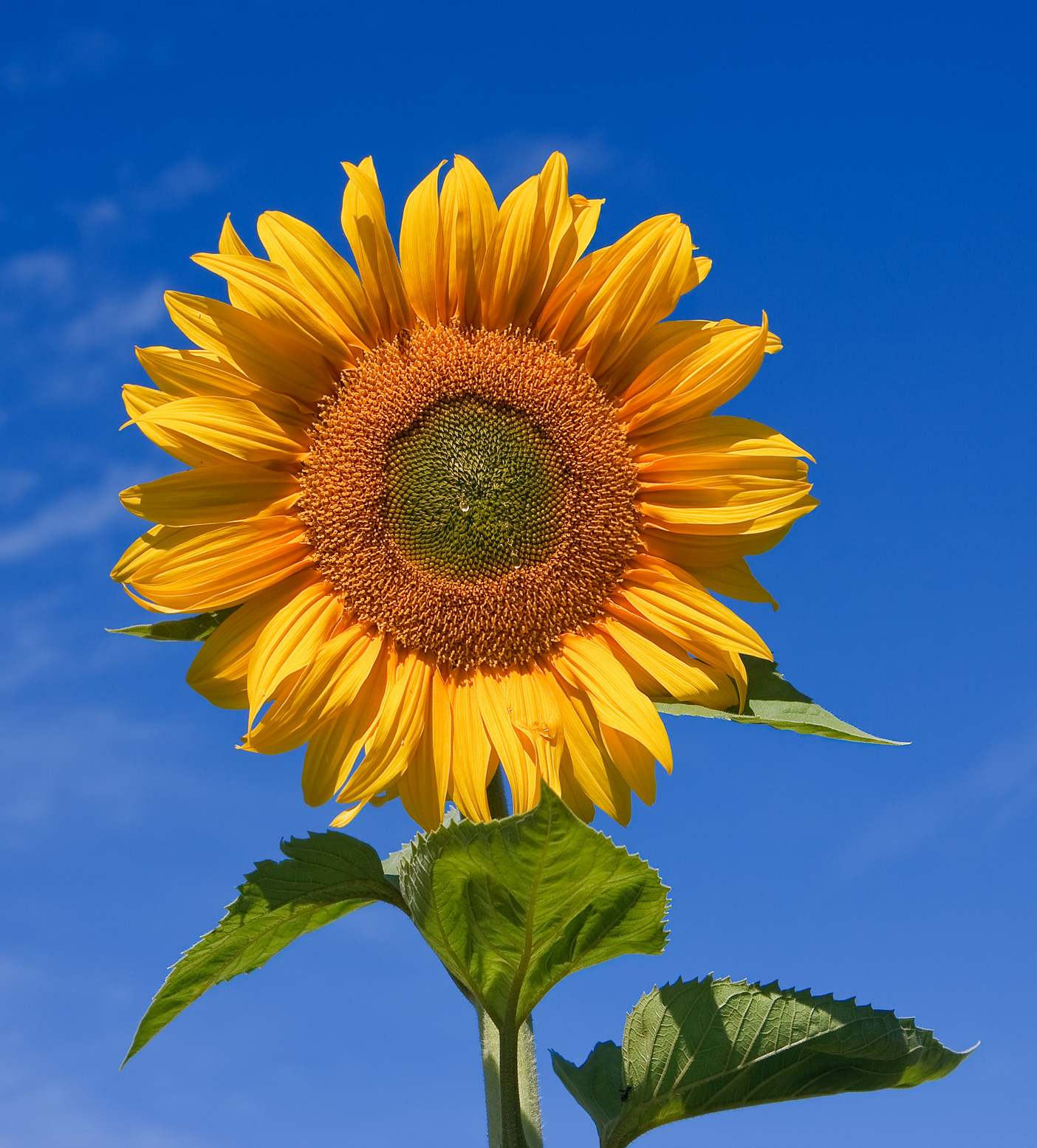
筒状花と舌状花の両方で構成された花序（ヒマワリ）
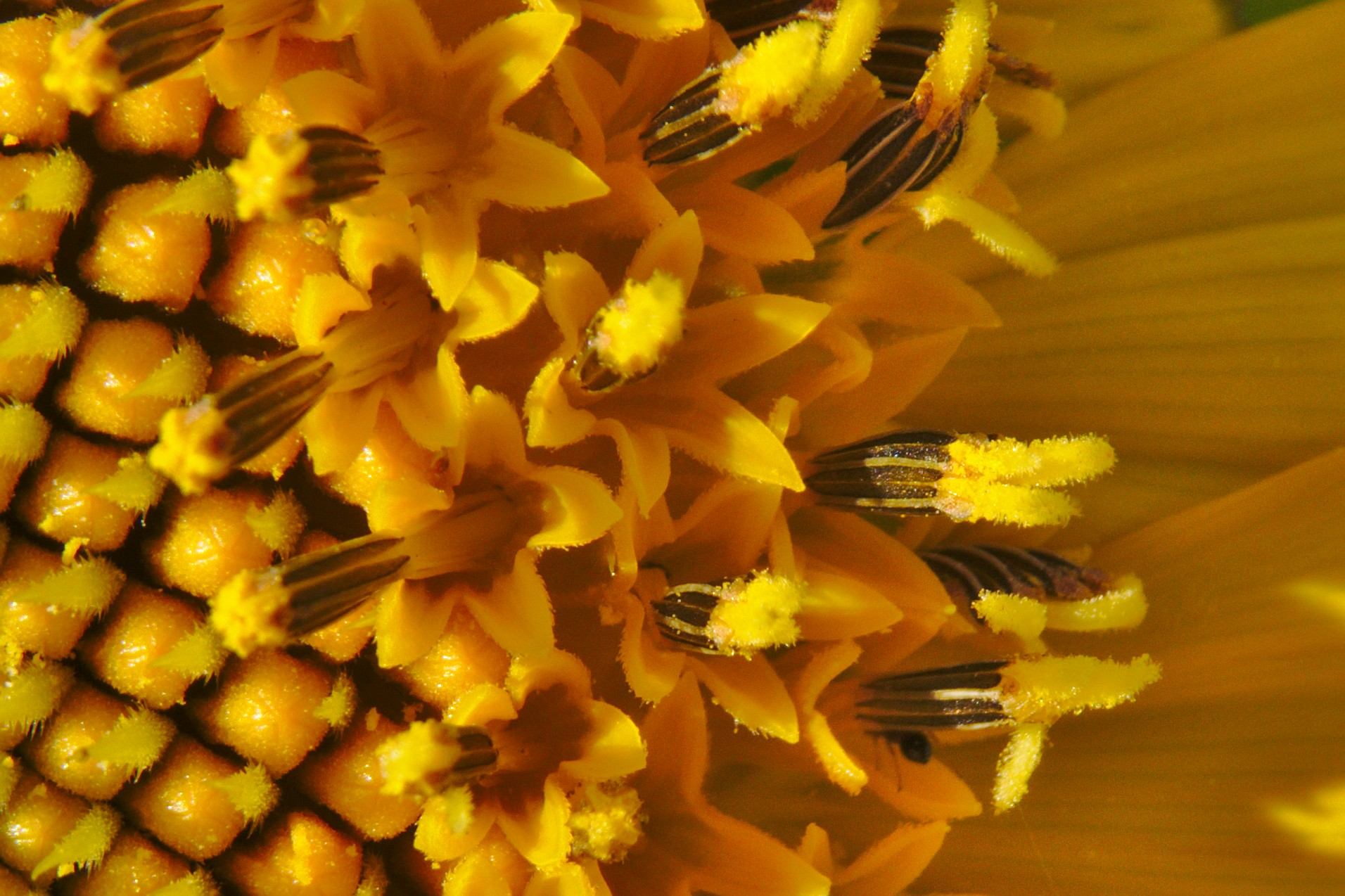
ヒマワリの筒状花と舌状花

## 頭状
頭状花序ではないものの、同じように花が枝先の一点に集まってつくものを頭状と表現する。